# バルド・デリ・ウバルディ駅
バルド・デリ・ウバルディ駅（Baldo degli Ubaldi）はローマ地下鉄のA線にある駅の一つで、バルド・デリ・ウバルディ通り (via Baldo degli Ubaldi) の フランチェスコ・スカドゥート通り (Via Francesco Scaduto) との交差点近くにある。 
この駅は、ヴァッレ・アウレーリアからバッティスティーニ間の他の駅と同時に2000年1月1日に開業した。

## 施設
駅には以下の関連施設がある:
- 障害者を運ぶ要員
- エスカレーター